# Djurhetsning

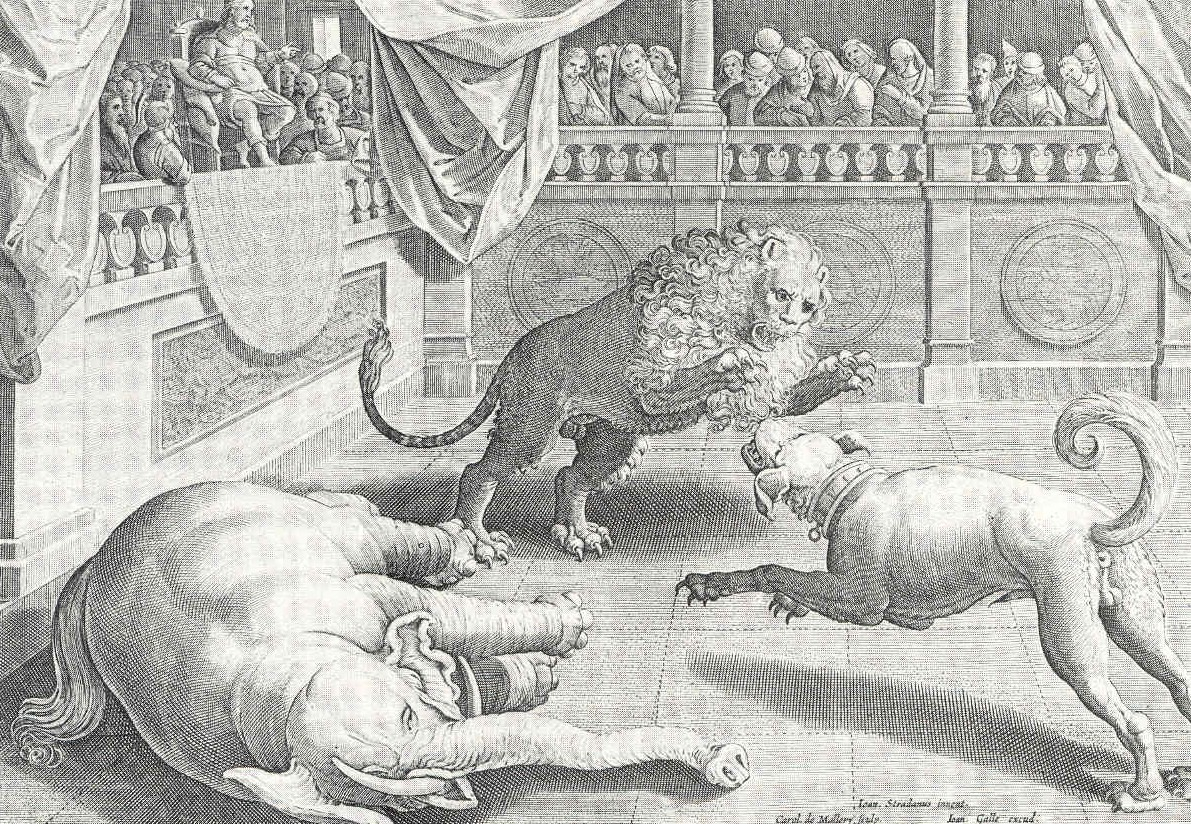
En bild av djurhetsning av konstnären Johannes Stradanus (1523 - 1606).

Djurhetsning (latin venatio'nes) var ett folknöje i antikens Rom. Djurhetsningen gick till så att vilda djur hetsades mot varandra eller mot människor som antingen deltog frivilligt eller tvingades. Djurhetsningar har förekommit också på andra håll och efter romarrikets fall. Från Norden är hingsthetsningar kända sedan förhistorisk tid. Även vår tids tjurfäktning och tuppfäktning är ett slags djurhetsning.
Det besläktade engelska begreppet "Blood sport" inkluderar jakt, kampsporter som tuppfäktning, och andra aktiviteter.[källa behövs] Begreppet användes tidigast vid ridande jakt, där bytet skulle jagas aktivt, som i räv- eller harjakt. Innan skjutvapen fanns, skadade jägare djur med pilar eller spjut. De skadade djuren förföljdes och dödades sen på nära håll – vildsvin jagades till exempel så under medeltiden. Senare verkar ordet ha tillämpats till olika hetsiga och påtvingade strider: tjurhetsning, björnhetsning, tuppfäktning och senare utvecklingar som hundkamp och råtthetsning. Djuren föddes upp på ett speciellt sätt, stängdes in och tvingades slåss. Under den viktorianska eran startade socialreformatorer en högljudd opposition mot sådan verksamhet, och hänvisade till etik, moral och djurskydd.